# Arkoma
Arkoma és un poble dels Estats Units a l'estat d'Oklahoma. Segons el cens del 2000 tenia 2.180 habitants.

## Demografia
Segons el cens del 2000, Arkoma tenia 2.180 habitants, 877 habitatges, i 596 famílies. La densitat de població era de 239,8 habitants per km².
Dels 877 habitatges en un 28,4% hi vivien nens de menys de 18 anys, en un 50,4% hi vivien parelles casades, en un 13,5% dones solteres, i en un 32% no eren unitats familiars. En el 28,6% dels habitatges hi vivien persones soles el 10,5% de les quals corresponia a persones de 65 anys o més que vivien soles. El nombre mitjà de persones vivint en cada habitatge era de 2,43 i el nombre mitjà de persones que vivien en cada família era de 2,97.
Per edats la població es repartia de la següent manera: un 24,6% tenia menys de 18 anys, un 8,8% entre 18 i 24, un 25,9% entre 25 i 44, un 25,8% de 45 a 60 i un 15% 65 anys o més.
L'edat mediana era de 38 anys. Per cada 100 dones de 18 o més anys hi havia 90,9 homes.
La renda mediana per habitatge era de 23.718 $ i la renda mediana per família de 31.500 $. Els homes tenien una renda mediana de 24.200 $ mentre que les dones 17.104 $. La renda per capita de la població era de 13.467 $. Entorn del 17% de les famílies i el 20,1% de la població estaven per davall del llindar de pobresa.

## Poblacions més properes
El següent diagrama mostra les poblacions més properes.